# Acantholyctus semiermis
Acantholyctus semiermis är en skalbaggsart som först beskrevs av Pierre Lesne 1914.  Acantholyctus semiermis ingår i släktet Acantholyctus och familjen kapuschongbaggar. Inga underarter finns listade i Catalogue of Life.